# 马尔凯诺
马尔凯诺（義大利語：Marcheno），是意大利布雷西亚省的一个市镇。总面积22平方公里，人口4464人，人口密度202.9人/平方公里（2009年）。国家统计（ISTAT）代码为017104。